# ایر ساحل عاج
ایر ساحل عاج (به انگلیسی: Air Côte d'Ivoire) یک شرکت هواپیمایی با کد یاتا HF است که در تاریخ ۱۵ مه ۲۰۱۲ میلادی تأسیس شده و در تاریخ ۱۲ نوامبر ۲۰۱۲ فعالیتش را آغاز کرده‌است. دفتر مرکزی ایر ساحل عاج در آبیجان، ساحل عاج واقع شده‌است و قطب این شرکت هواپیمایی در فرودگاه پورت بوئت قرار دارد و به ۱۹ مقصد، پرواز مستقیم انجام می‌دهد.